# All for You (canción de Janet Jackson)
«All for You» es una canción de la cantante estadounidense Janet Jackson, lanzada como sencillo principal de su séptimo álbum de estudio del mismo nombre el 6 de marzo de 2001. Escrita y producida por Jackson y Jam y Lewis, «All for You» es una canción dance-pop que tiene un sample en gran medida de «The Glow of Love» de Change, mientras que líricamente trata sobre coquetear con alguien en la pista de baile. Recibió críticas positivas de los críticos y se destacó por su transición a un sonido más brillante y optimista del tono más oscuro del álbum anterior de la cantante, The Velvet Rope.
"All for You" recibió críticas positivas de críticos musicales, quienes felicitaron el uso del sample. En los Estados Unidos, la canción alcanzó la cima del Billboard Hot 100 durante siete semanas, convirtiéndolo en el éxito más largo del año después de establecer el récord de debut más alto de una canción que no estaba disponible comercialmente en el país. Hasta la fecha, es el décimo y último éxito número uno del Hot 100 de Jackson en los Estados Unidos y fue certificado platino por la Recording Industry Association of America (RIAA). "All For You" también gozó de un gran éxito mundial, siendo una de las canciones más vendidas del año 2001.